# Erich Mendelsohn
Erich Mendelsohn (wym. niem. MAF: [ˈeːʁɪç ˈmɛndl̩ˌzoːn], posłuchajⓘ; ur. 21 marca 1887 w Allenstein, zm. 15 września 1953 w San Francisco) – niemiecki architekt pochodzenia żydowskiego; przedstawiciel modernizmu i art déco, a także jeden z prekursorów stylu streamline moderne. Jego najbardziej znane dzieła powstały w stylu ekspresjonistycznym.

## Życiorys

### Wczesne lata

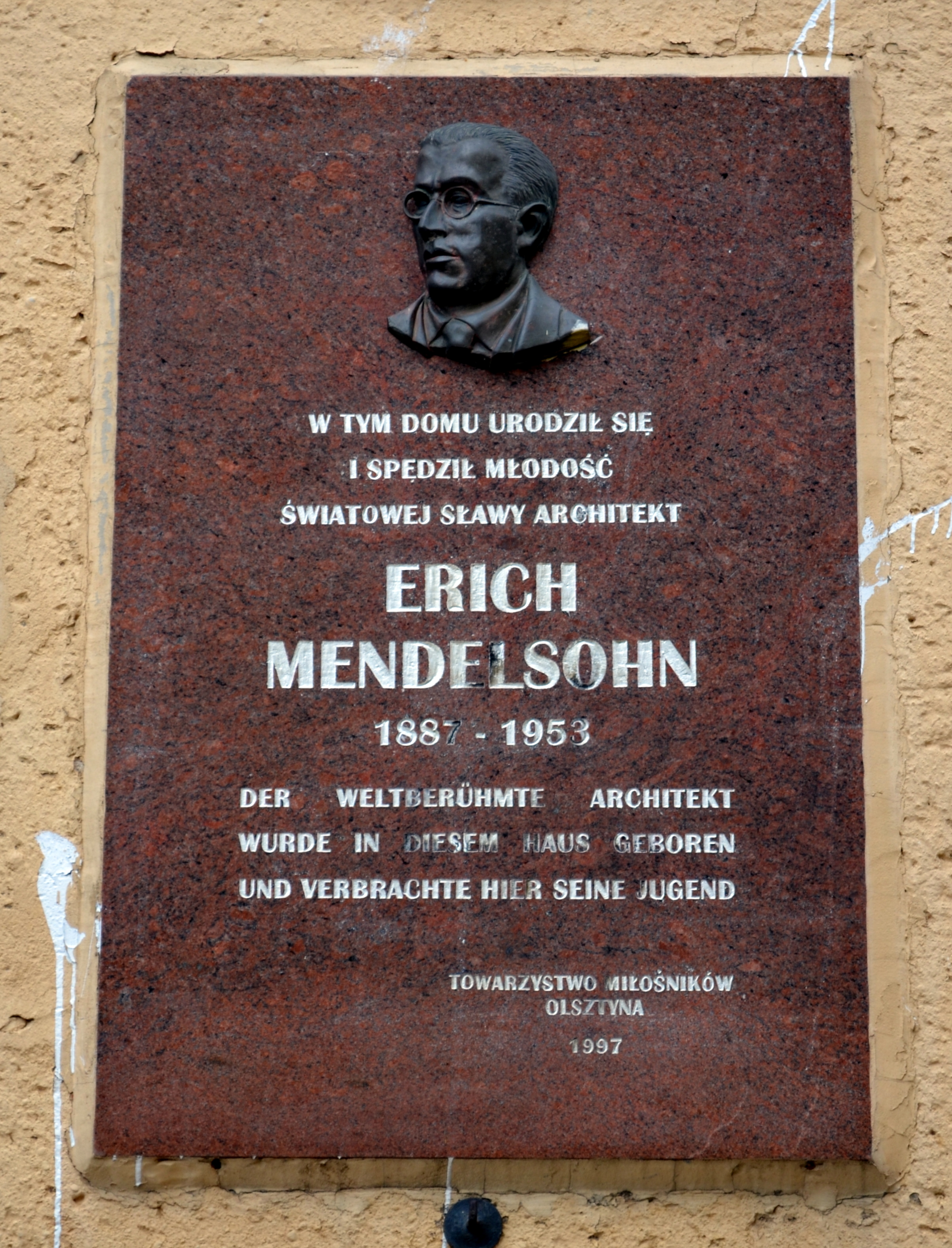
Tablica pamiątkowa na fasadzie domu rodzinnego Ericha Mendelsohna w Olsztynie

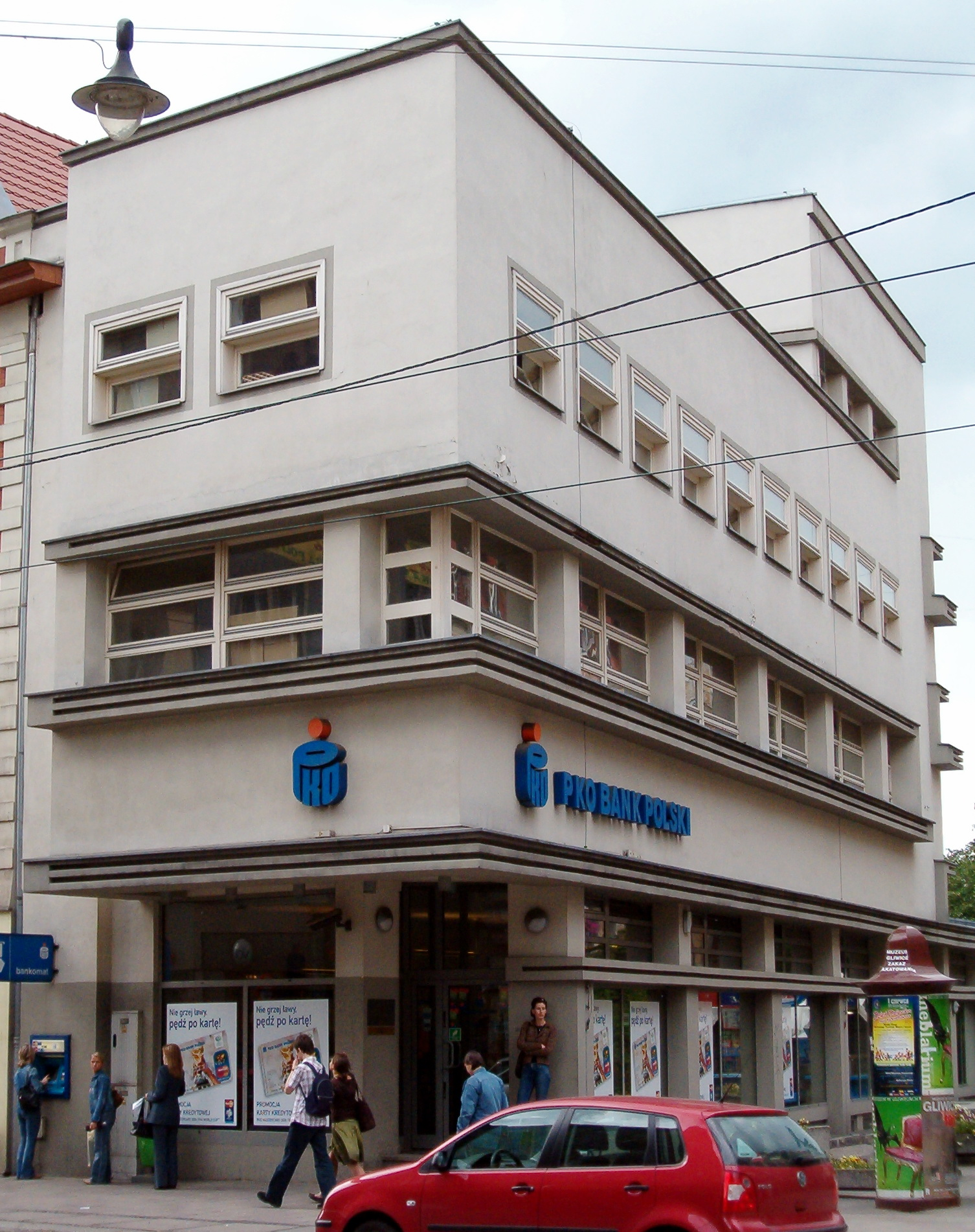
Dom tekstylny Weichmanna w Gliwicach

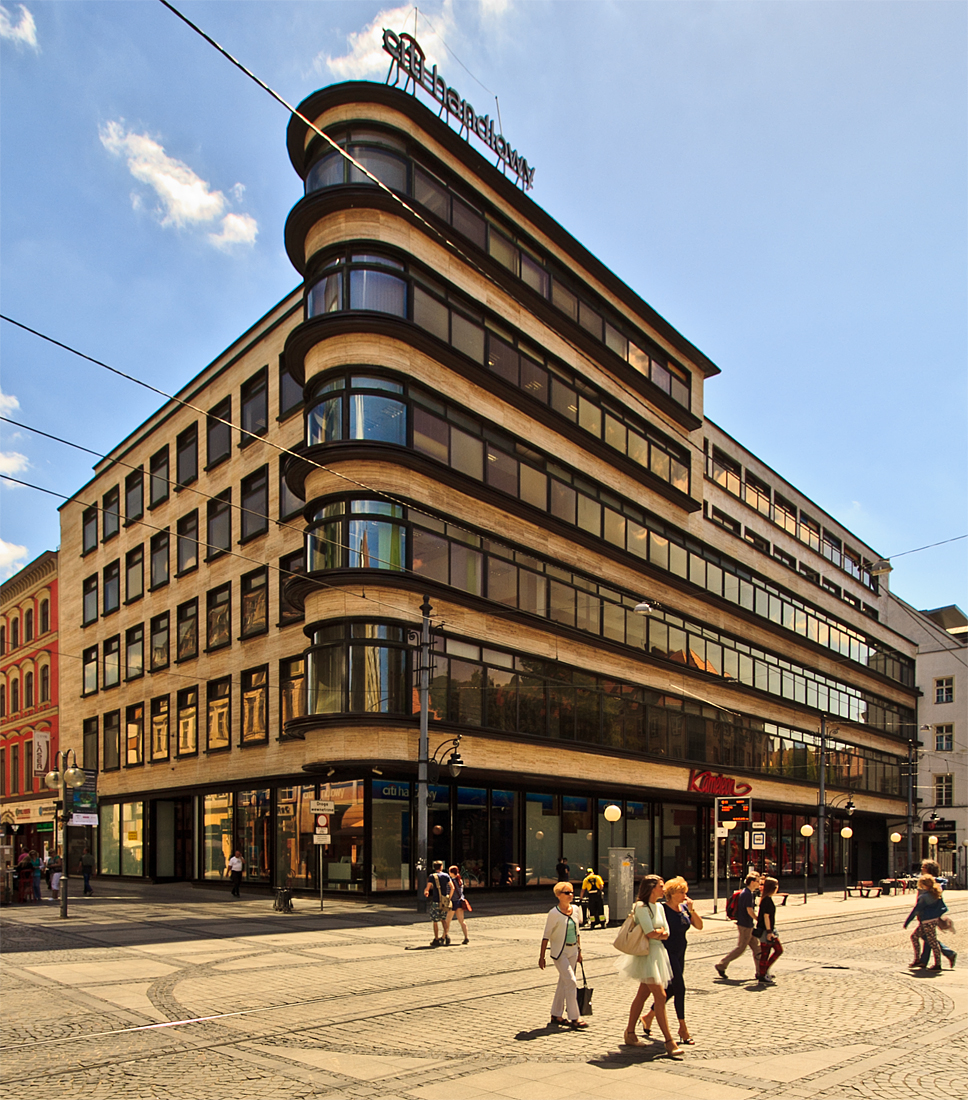
Dom towarowy Rudolfa Petersdorffa (obecnie Dom Handlowy Kameleon) we Wrocławiu

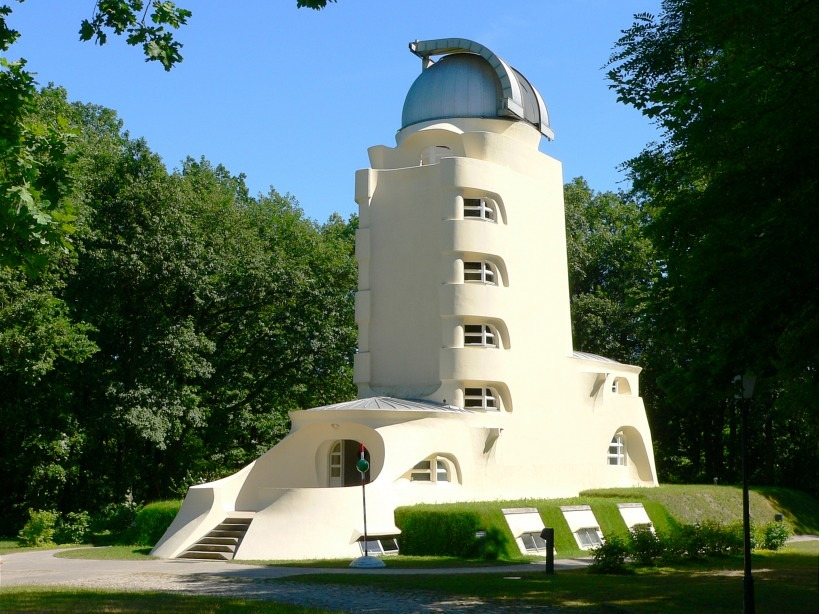
Wieża Einsteina w Poczdamie – obserwatorium astronomiczne

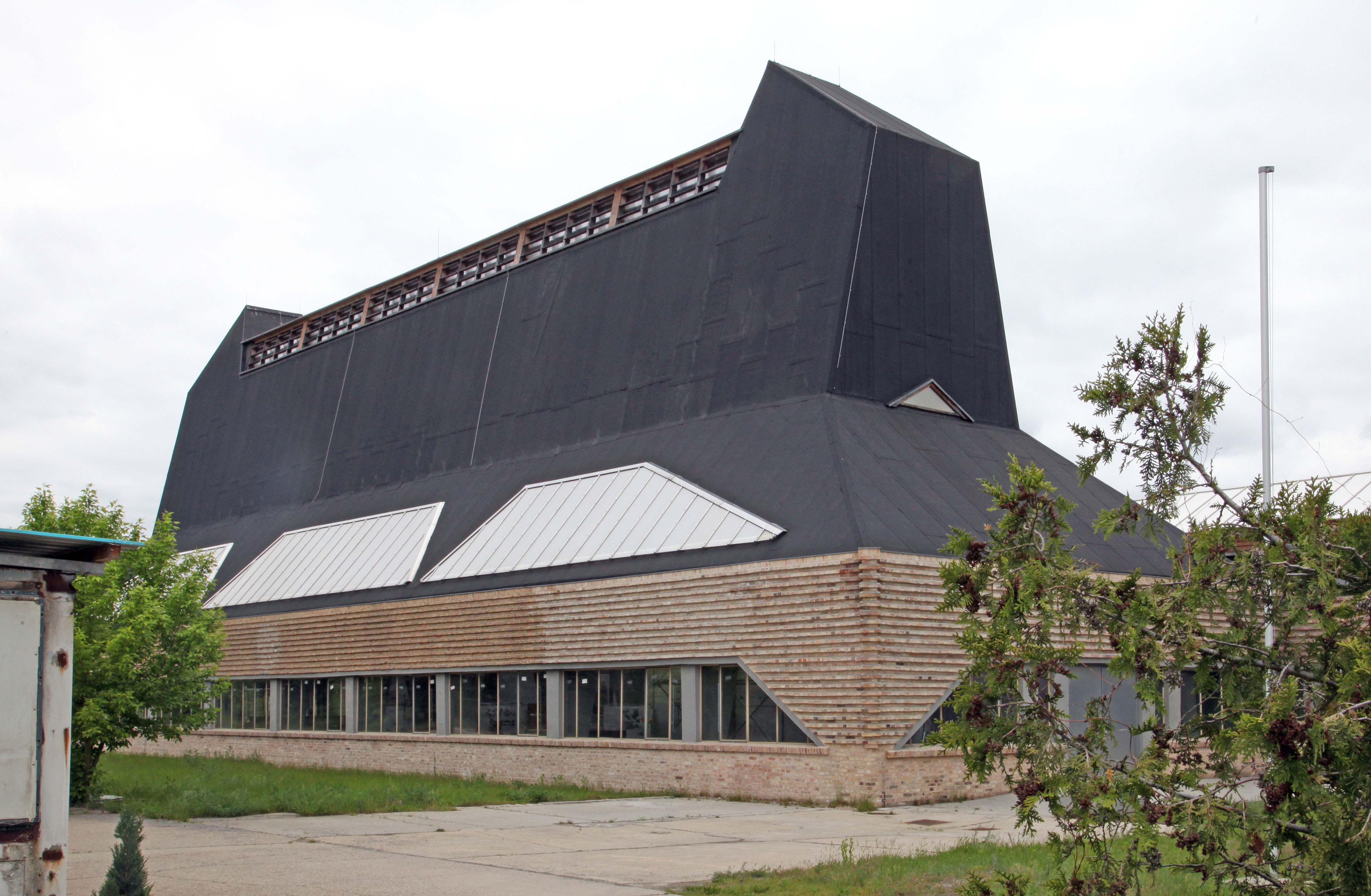
Budynek fabryki kapeluszy w Luckenwalde

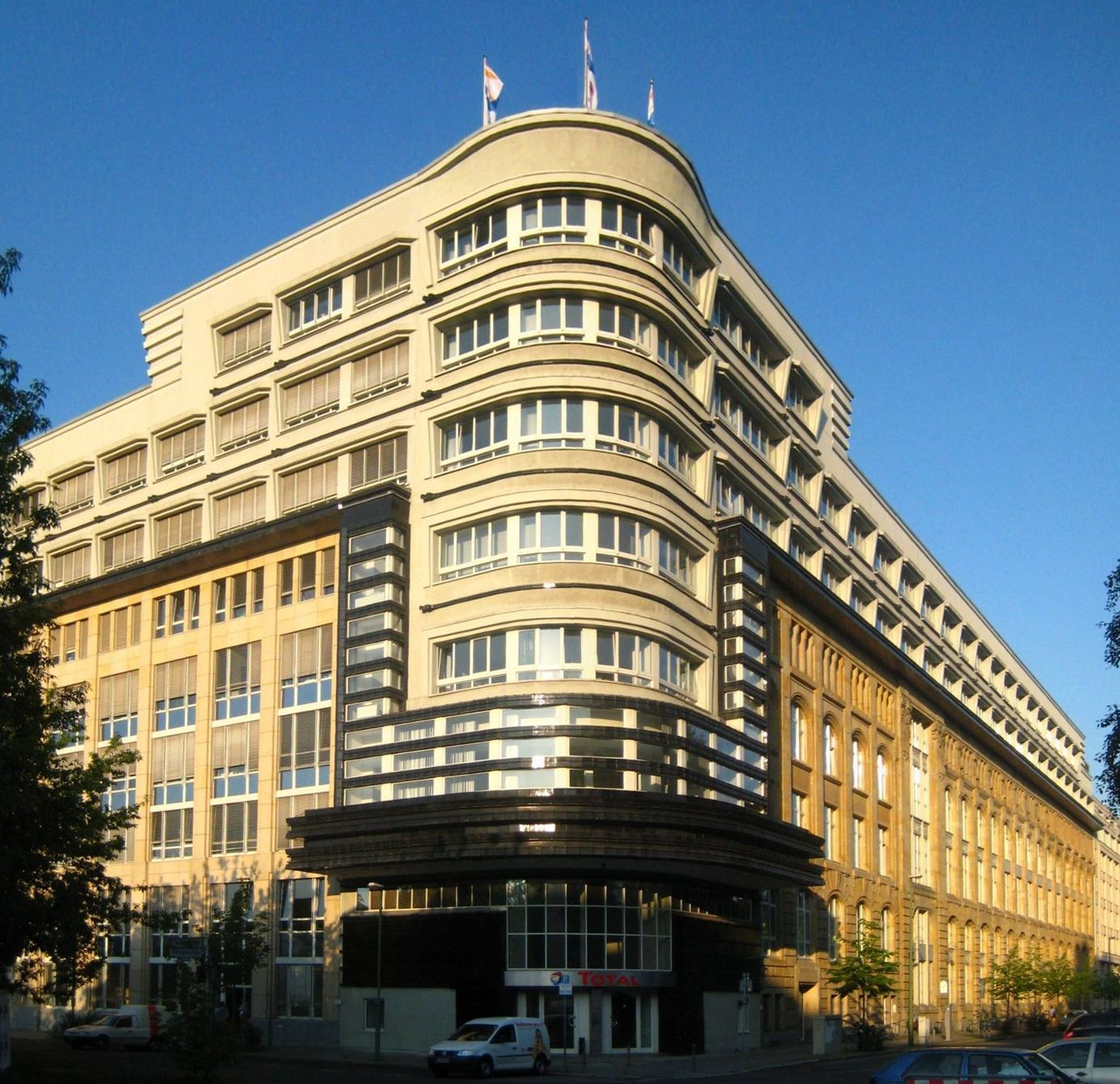
Mossehaus w Berlinie

Erich Mendelsohn urodził się w 1887 roku w leżącym ówcześnie w Prusach Wschodnich Olsztynie (Allenstein) jako piąte z sześciorga dzieci żydowskiego kupca Davida Mendelsohna i modystki Emmy Ester z domu Jaruslawsky. W latach 1893–1907 uczęszczał do szkoły podstawowej i gimnazjum humanistycznego w Olsztynie. Następnie podjął naukę na Uniwersytecie Ludwika i Maksymiliana w Monachium na wydziale ekonomii, gdzie uczył się zawodu kupieckiego. W 1908 roku rozpoczął studia architektoniczne na Uniwersytecie Technicznym w Berlinie. Wtedy też zainteresował się syjonizmem i został członkiem Związku Syjonistycznego w Niemczech. W 1910 roku przeniósł się na politechnikę w Monachium, gdzie jednym z jego wykładowców był wybitny architekt i urbanista Theodor Fischer. Jego prace odrzucające historyzm i secesję, uwzględniające jednocześnie miejscowe czynniki topograficzne i kulturowe, a także społeczny odbiór architektury, mocno zainspirowały młodego projektanta. W 1912 roku Erich Mendelsohn otrzymał dyplom architekta.
Już jako student ekonomii Erich Mendelsohn zajmował się działalnością artystyczną. Uprawiał malarstwo olejne i grafikę, a także tworzył dekoracje wystaw sklepowych, malował plakaty oraz projektował stroje na bale karnawałowe. W Monachium Mendelsohn zetknął się z członkami grup ekspresjonistycznych Błękitny Jeździec (Der Blaue Reiter) i Die Brücke. W 1911 roku, w trakcie studiów na monachijskiej politechnice, olsztyńska gmina żydowska poprosiła go o zaprojektowanie domu przedpogrzebowego przy cmentarzu żydowskim. Dwa lata później dom przedpogrzebowy „Bet Tahara” będący pierwszym projektem Mendelsohna został ukończony. W latach 1912–1914 prowadził własną pracownię architektoniczną w Monachium. W 1915 roku ożenił się z poznaną w trakcie studiów w Monachium Luise Maas, z zawodu wiolonczelistką. Ze związku z nią miał córkę Marie Luise Esther. Dzięki żonie Mendelsohn poznał astrofizyka Erwina Freundlicha oraz jego brata Herberta, wicedyrektora Instytutu Fritza Habera w Berlinie-Dahlem. Erwin Freundlich pracował nad udowodnieniem teorii względności Einsteina, planując w tym celu wzniesienie specjalnego obserwatorium astrofizycznego. Zaowocowało to zleceniem projektu Wieży Einsteina Mendelsohnowi. W tamtym czasie Mendelsohn poznał również producentów kapeluszy z Luckenwalde, Salomona i Gustava Herrmannów, dla których zaprojektował budynek fabryki. Podczas I wojny światowej, Mendelsohn został powołany do wojska. W trakcie wojny, w latach 1915–1918 walczył na frontach wschodnim i zachodnim. W wolnym czasie sporządzał szkice architektoniczne.

### Kariera zawodowa
Po powrocie z wojny pod koniec 1918 roku Erich Mendelsohn otworzył pracownię architektoniczną w Berlinie, która bardzo szybko ugruntowała swoją pozycję na rynku za sprawą sławy jaką przyniosły Mendelsohnowi jego poprzednie realizacje. Duża ilość zleceń oraz ciągły rozwój firmy sprawił, że w pewnym okresie w biurze pracowało nawet czterdziestu pracowników, wśród których byli między innymi Richard Neutra i Julius Posener. W tamtym czasie powstały projekty słynnych domów towarowych, między innymi w Norymberdze, Stuttgarcie i Wrocławiu. W 1923 roku została przeprowadzona zaprojektowana przez biuro Mendelsohna przebudowa i rozbudowa siedziby wydawnictwa Rudolfa Mossego w Berlinie. W latach 1927–1928 biuro opracowało projekt cmentarza żydowskiego w Królewcu.
W latach 1921–1922 Mendelsohn przeszedł poważną chorobę nowotworową, która zakończyła się utratą lewego oka. Rok później odbył podróż do Palestyny, a później jeszcze kilka do Związku Radzieckiego, na Korsykę, do Grecji oraz Norwegii. W 1924 roku ukazał się poświęcony Mendelsohnowi zeszyt z serii Wasmuths Monatshefte für Baukunst. W tym samym roku wraz z Ludwigiem Miesem van der Rohe i Walterem Gropiusem Erich Mendelsohn założył grupę artystyczną Der Ring, skupiającą architektów tworzących w nowoczesnych stylach. W czasie podróży po Ameryce poznał Franka Lloyda Wrighta, zainspirował się też transatlantykami i nowoczesnymi na owe czasy tramwajami. Jeździł też z odczytami (m.in. do Holandii, Francji, Hiszpanii, Anglii, Szwajcarii) i projektował budynki mieszkalne i biurowe oraz obiekty przemysłowe na całym świecie.
Wraz z sukcesami zawodowymi Erich Mendelsohn zgromadził duży majątek, dzięki czemu w 1926 roku zakupił willę w Berlinie, zaś w latach 1928–1930 zbudował własny dom na działce o powierzchni niemalże 4000 m², który pomieścił także kolekcję dzieł Amédée Ozenfanta. Publikacja ze zdjęciami domu doprowadziła do nieporozumień między Mendelsohnem i berlińskim środowiskiem architektonicznym.
Wiosną 1933 roku Mendelsohn ze względu na swoje żydowskie pochodzenie najpierw wyemigrował do Holandii, by następnie udać się do Anglii, gdzie osiadł w Londynie. Jego majątek został przejęty przez władze nazistowskie, ponadto Mendelsohna wykreślono z listy Związku Architektów Niemieckich i wydalono z Pruskiej Akademii Nauk.
W Anglii Erich Mendelsohn współpracował z brytyjskim architektem i projektantem przemysłowym Serge’em Chermayeffem, a także poznał Chaima Weizmana, późniejszego prezydenta Izraela. Znajomość z Weizmanem zaowocowała wykonywaniem dla niego, poczynając od 1934 roku, serii projektów w Palestynie. W 1934 roku Mendelsohn otworzył biuro w Jerozolimie. W 1937 roku otrzymał brytyjskie obywatelstwo i zmienił imię na zanglicyzowaną formę Eric, jednak niedługo po tym wyjechał do Jerozolimy, gdzie zamieszkał.
Na początku lat 40. XX wieku Mendelsohn rozpoczął podróż po Stanach Zjednoczonych. Kilka lat później podjął decyzję o zamieszkaniu w Nowym Jorku. Do końca II wojny światowej jego działalność ograniczała się, ze względu na status imigranta, do dawania wykładów i wydawania publikacji. Był również doradcą amerykańskiego rządu. W 1945 roku zamieszkał w San Francisco. Rok później otrzymał obywatelstwo amerykańskie. Tam też zmarł na chorobę nowotworową 15 września 1953 roku. Do śmierci pracował aktywnie jako oficjalny architekt stanu Kalifornia.

## Dzieła
- 1911–1913 – dom przedpogrzebowy „Bet Tahara” w Olsztynie
- 1920–1922 – wieża Einsteina w Poczdamie, obserwatorium astronomiczne
- 1921 i 1922 – dom tekstylny Weichmanna w Gliwicach
- 1921–1923 – budynek fabryki kapeluszy Friedrich Steinberg, Herrmann & Co w Luckenwalde
- 1921–1923 – przebudowa i rozbudowa budynku Mossehaus w Berlinie
- 1925 i 1926 – dom towarowy Schocken w Norymberdze
- 1926–1928 – dom towarowy Schocken w Stuttgarcie
- 1926–1937 – Fabryka Czerwonego Sztandaru w Petersburgu
- 1927 i 1928 – dom towarowy Rudolfa Petersdorffa przy ulicy Szewskiej we Wrocławiu
- 1927–1930 – dom towarowy Schocken w Chemnitz
- 1928–1932 – Columbushaus na placu Poczdamskim w Berlinie
- 1932 i 1933 – dom handlowy Bachner w Ostrawie
- 1934 i 1935 – De La Warr Pavilion w Bexhill-on-Sea (we współpracy z Serge’em Chermayeffem)
- 1935 i 1936 – Weizmann House w Rechowot
- 1937 i 1938 – szpital rządowy w Hajfie
- 1947–1951 – park Synagogue w Cleveland Heights